# نیتروژن

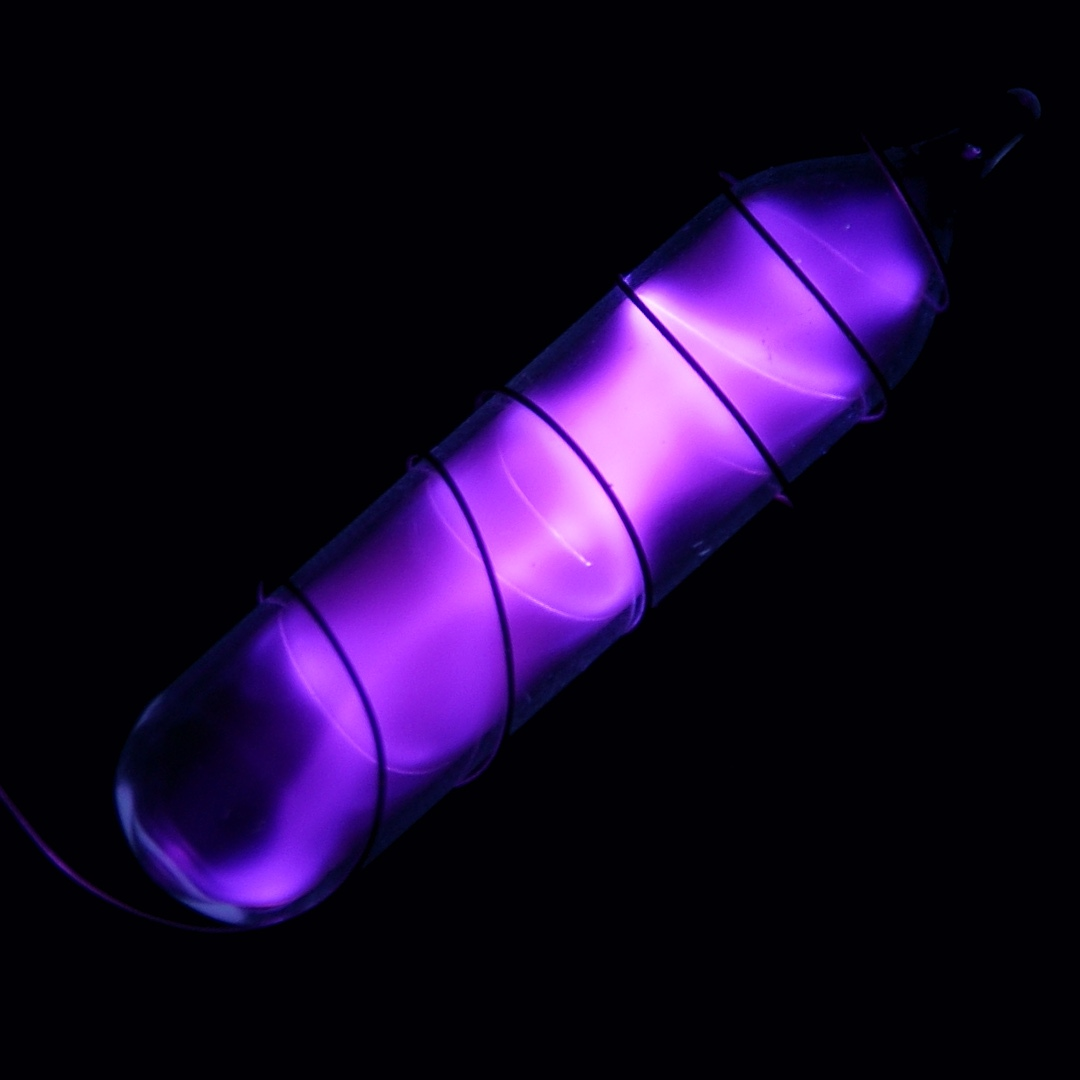
نیتروژن درخشان با درجه خلوص بالا در شیشه کوچک

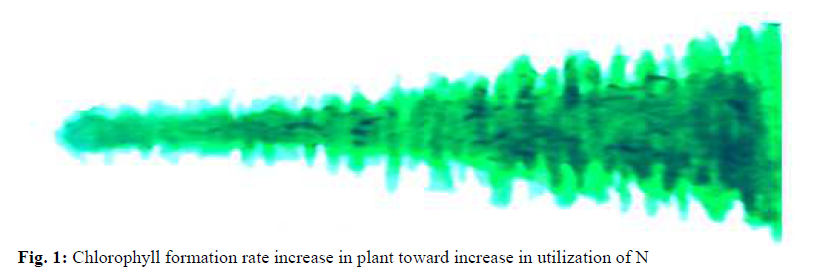
اثرات نیتروژن بر کلروفیل

نیتروژِن (به انگلیسی: Nitrogen) یا اَزُت (به فرانسوی: Azote) یکی از عنصرهای شیمیایی در جدول تناوبی است که نماد شیمیایی آن N و عدد اتمی آن ۷ است. نیتروژن معمولاً به صورت یک گاز، نافلز، دو اتمی بی اثر، بی‌رنگ، بی‌مزه و بی‌بو است که ۷۸٪ جو زمین را دربر گرفته و عنصر اصلی در بافت‌های زنده است. نیتروژن ترکیبات مهمی مانند آمونیاک، اسید نیتریک و سیانیدها را شکل می‌دهد. مولکول نیتروژن از دو اتم نیتروژن تشکیل می‌شود.
گاز نیتروژن درصَد عمده‌ای از هوای اطراف ما را تشکیل می‌دهد. از گاز نیتروژن می‌توان به منظور کاهش یا از بین بردن اُکسایش (اکسیداسیون) مواد غذایی استفاده کرد.

## گاز نیتروژن
گاز نیتروژن با فرمول شیمیایی (N2) یک گاز بی‌رنگ، بی‌بو، و بی‌طعم است که بیشتر هوا را تشکیل می‌دهد. این گاز در حالت طبیعی به صورت فراوان در جو زمین وجود دارد و به عنوان یکی از اجزای اصلی هوا به حساب می‌آید.
یکی از کاربردهای اصلی نیتروژن، در صنعت و تولید انبوه محصولاتی است که نیاز به محافظت از اکسیداسیون (اکسید شدن) دارند. به عنوان مثال، نیتروژن در بسته‌بندی مواد غذایی، انجماد یا در فرایندهای صنعتی مانند جوشکاری، برای جلوگیری از اکسیداسیون و حفظ کیفیت محصولات بسیار کاربردی و مفید است. همچنین بخش عمده ای از این گاز در تولید آمونیاک به کار می‌رود.

## ویژگی‌های نیتروژن

### چرخه نیتروژن
نیتروژن از گروه غیرفلزات بوده و دارای بار الکترون منفی ۳٫۰ می‌باشد. نیتروژن پنج الکترون در پوسته خود داشته و در نتیجه در اکثر ترکیبات سه‌ظرفیتی است. نیتروژن خالص یک گاز بی‌اثر و بی‌رنگ است و ۷۸٪ جو زمین را به خود اختصاص داده است. در ۶۳K منجمد شده و در ۷۷K به‌صورت مایع، به مادهٔ سرمایشی معروف سرمازا (Cryogen) تبدیل می‌شود.
به‌طور کلی چرخه نیتروژن به زبان ساده عبارت است از: نیتروژنِ هوا به هنگام آذرخش با اکسیژن ترکیب و به اکسید نیتروژن تبدیل شده و در باران حل شده و جذب خاک می‌شود؛ در خاک این ترکیبات، توسط باکتری‌ها به موادی به نام نیترات تبدیل می‌شوند که به‌وسیله گیاهان جذب می‌شوند. حیوانات با خوردن گیاهان، نیتروژن را وارد بدن خود می‌کنند، با مردن و تجزیه اندام حیوانات، دوباره باکتری‌ها نیتروژن را وارد هوا می‌کنند.
گیاهان با انجام عمل فتوسنتز باعث تولید اکسیژن، انرژی و گلوکز (قند ساده) می‌شوند؛ حال برای آنکه گیاه بتواند با کمک قند ساخته شده، پروتئین‌سازی کند، نیاز به نیتروژن دارد؛ اما نمی‌تواند این نیتروژن را به‌طور مستقیم از هوا دریافت کند، بلکه می‌بایست آن را به‌صورت یک ماده محلول درآب به نام نیترات توسط ریشه‌های خود جذب نماید.

## کاربردها

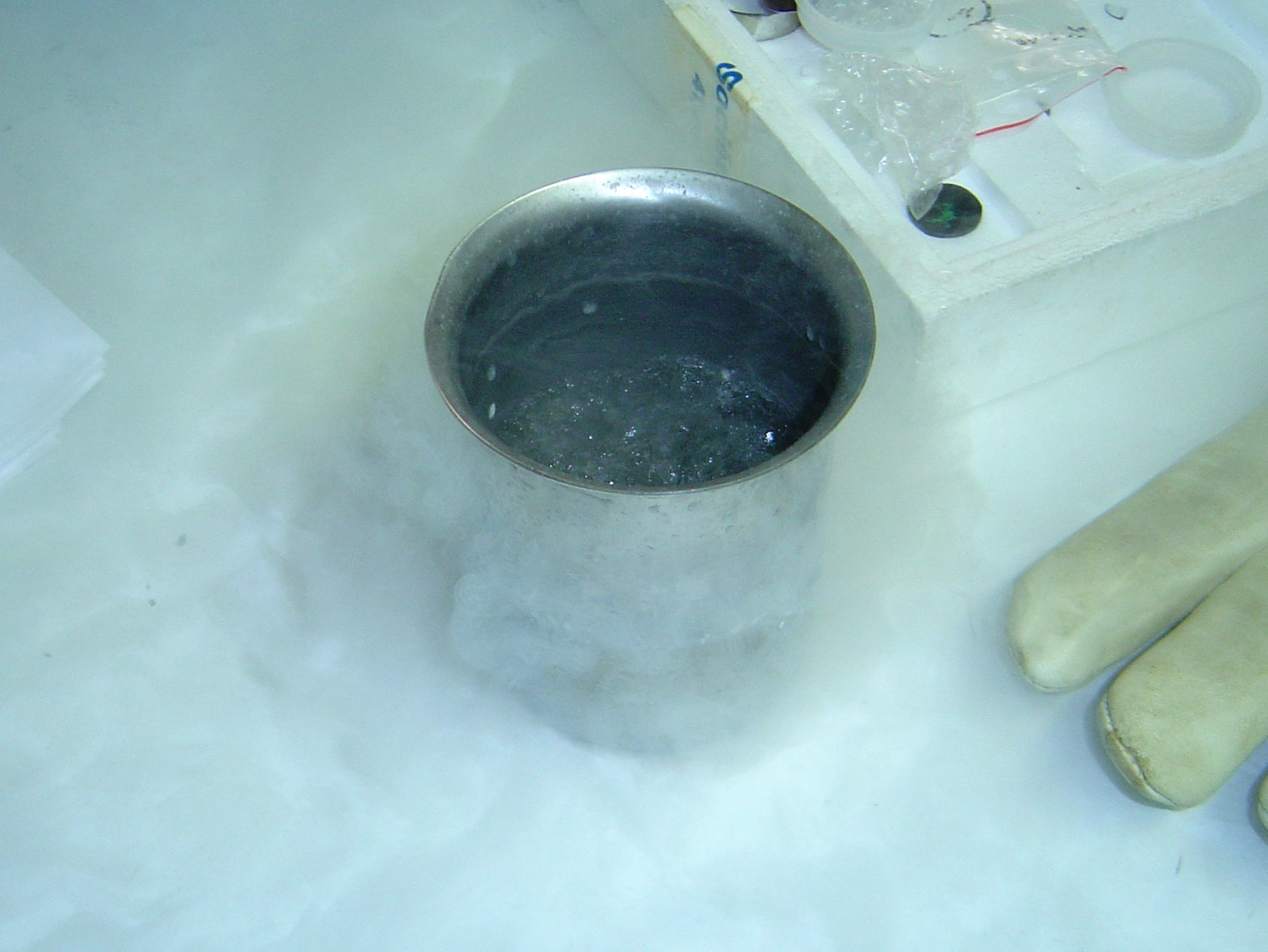
نیتروژن مایع؛ گاز نیتروژن در دمای کمتر از ۱۹۶- درجه سلسیوس از حالت گازی به صورت مایع در می‌آید

مهم‌ترین کاربرد اقتصادی نیتروژن برای ساخت آمونیاک از طریق فرایند هابر (Haber) است. آمونیاک معمولاً برای تولید کود و مواد تقویتی و تولید اسید نیتریک استفاده می‌شود. نیتروژن همچنین به‌عنوان پرکننده بی اثر، در مخزن‌های بزرگ برای نگهداری مایعات قابل انفجار، و در هنگام ساخت قطعات الکترونیک مانند ترانزیستور، دیود و مدار یکپارچه و همچنین برای ساخت فلزات ضدزنگ استفاده می‌شود. نیتروژن همچنین به صورت ماده خنک‌کننده، هم برای منجمد کردن غذا و هم ترابری آن، نگهداری اجساد و یاخته‌های تناسلی (اسپرم و تخمک) و غده‌های جنسی (بیضه و تخمدان)، و در زیست‌شناسی برای نگهداری پایدار از نمونه‌های زیستی کاربرد دارد.
نمک اسید نیتریک شامل ترکیبات مهمی مانند نیترات پتاسیوم و سدیم و نیترات آمونیوم است؛ که اولی برای تولید باروت و دومی برای تولید کود به کار می‌رود. ترکیبات نیترات شده مانند نیتروگلیسرین و تری نیترو تولوئن (تی‌ان‌تی) معمولاً منفجر شونده هستند.
اسید نیتریک به عنوان ماده اکسیدکننده در سوخت مایع موشک‌ها استفاده می‌شود. هیدرازین و مشتقات آن نیز در سوخت موشک‌ها بکار می‌روند.
نیتروژن اغلب در سرمازاها (Cryogens)، به صورت مایع (معمولاً LN2) استفاده می‌شود. نیتروژن مایع با عمل تقطیر هوا به دست می‌آید. در فشار جوّ، نیتروژن در دمای ۱۹۵٫۸- درجه سانتیگراد (۳۲۰٫۴- درجه فارنهایت) مایع می‌شود.
نیتروژن به صورت گسترده در صنایع مختلف کاربرد دارد. بازار نیتروژن مواردی از قبیل فروش نیتروژن صنعتی و خدمات مرتبط با این محصول را در بر می‌گیرد. محصولات اصلی به دست آمده از گاز نیتروژن عبارتند از: گاز نیتروژن فشرده و نیتروژن مایع.

## فراوانی
نیتروژن بیشترین عنصر جو کره زمین از نظر حجم است. (۷۸ درصد) و برای اهداف صنعتی با عمل تقطیر هوای مایع به‌دست می‌آید. ترکیباتی که حاوی این عنصر هستند در فضای بیرونی نیز مشاهده شده‌اند. نیتروژن -۱۴ در اثر عمل همجوشی هسته‌ای در ستارگان، تولید می‌گردد. نیتروژن از ترکیبات عمده ضایعات حیوانی (مانند چلغوز یا کود) بوده و معمولاً به صورت اوره، اسید اوریک و ترکیباتی از محصولات نیتروژنی یافت می‌شود.

## ترکیبات
اصلی‌ترین هیدرید نیتروژن، آمونیاک است (NH3)، البته هیدرازین (N2H4) نیز مشهور است. ترکیب آمونیاک ساده‌تر از آب بوده و در محلول، یون‌های آمونیوم (NH4+) را تشکیل می‌دهد. آمونیاک مایع در حقیقت کمی آمفیروتیک بوده و آمونیاک و یون‌های آمینه (NH2-) را به‌وجود می‌آورد؛ که البته هر دو نمک آمیدها و نیترید شناخته شده‌اند، ولی در آب تجزیه می‌شوند. ترکیبات جانشین آمونیاک به تنهایی یا باهم، آمین نامیده می‌شوند. زنجیره‌ها، حلقه‌ها و ساختارهای بزرگ‌تر هیدریدهای نیتروژنی نیز شناخته شده‌اند، ولی در واقع ناپایدار هستند.
گروه‌های دیگر آنیونهای نیتروژن، آزیدین‌ها (N3-) هستند، که خطی بوده و نسبت به دی‌اکسید کربن ایزو الکتریک هستند. مولکول دیگر با ساختار مشابه، مونوکسید دی نیتروژن N2O یا گاز خنده است، و یکی از اکسیدهای گوناگون بوده و برجسته تر از مونوکسید نیتروژن (NO) و دی‌اکسید نیتروژن (NO2) است، که هر دوی آن‌ها الکترون غیر زوج دارند؛ که دومی تمایلی را به دوپارشدن نشان داده و از اجزای تشکیل دهنده هوای آلوده است.
اکسیدهای استاندارد بیشتری مانند تری‌اکسید دی نیتروژن (N2O3) و پنتاکسید دی نیتروژن (N2O5) معمولاً تا حدی نا پایدار و قابل انفجار هستند. اسیدهای متناظر آن‌ها نیتروس (HNO2) و اسید نیتریک (HNO3) بوده با نمک‌های متناظر که نیتریتها و نیتراتها نامیده می‌شوند. اسید نیتریک یکی از چند اسیدی است که از هیدرونیوم قوی تر است.

## نقش زیست‌شناختی
نیتروژن عنصر اصلی اسیدهای آمینه و اسیدهای هسته‌ای که نیتروژن را ماده‌ای حیاتی برای ادامه زندگی می‌کنند، است. لوبیا مانند اکثر گیاهانی که دانه‌های سبوسی دارند می‌تواند عمل بازیافت نیتروژن را به‌طور مستقیم از هوا انجام دهد، چراکه ریشه‌های آن‌ها دارای برآمدگی‌هایی، برای نگهداری میکروبهایی است که عمل تبدیل به آمونیاک را فرایندی به نام تثبیت نیتروژن انجام می‌دهد، می‌باشد. این گیاهان آمونیاک را به اکسیدهای نیتروژن و آمینو اسید تبدیل کرده و پروتئین می‌سازند.

## ایزوتوپ‌ها
نیتروژن دو ایزوتوپ پایدار دارد: (N-14 , N-15). که مهم‌ترین آن دو N-14 (99.634%) است که در چرخه CNO در ستارگان تولید می‌شود. مابقی، ایزوتوپ N-15 است. یکی از ده ایزوتوپی که به صورت مصنوعی تولید می‌شوند دارای نیمه عمر نه دقیقه‌ای داشته و ایزوتوپ‌های دیگر نیمه عمر چند ثانیه یا کمتر دارند.
واکنش‌های زیست‌شناختی-واسطهای (مانند همانند سازی، جذب و ترکیب نیترات سازی) و … پویایی نیتروژن در خاک را به شدت کنترل می‌کنند. این ترکیبات معمولاً باعث عمل غنی سازی N-15 لایه زیرین و تخلیه محصول می‌شود. البته این فرایند سریع اغلب مقادیری از آمونیام و نیترات نیز دربردارد، زیرا آمونیوم به صورت ترجیحی به‌وسیله سایبان جو نیترات، نگهداری می‌شود. خاک نیتراتی نسبت به خاک آمونیومی، توسط ریشه درختان بهتر جذب و ترکیب می‌شود.

## آلوتروپنیتروژن
دی نیتروژن (N2)

## نیتروژن و گیاه
نیتروژن غذای اصلی برای گیاهان است. یکی از اجزای اساسی پروتئین می‌باشد (برای ساخت اسیدهای آمینه، در کاتالیز واکنش‌های شیمیایی و حمل و نقل الکترون‌ها) و کلروفیل (قادر ساختن فتوسنتز) و در بسیاری از بخش‌های گیاهان شرکت دارد. نیتروژن نقش مهمی در فرایندهای فیزیولوژیکی مختلف دارد. رنگ سبز تیره را القاء می‌کند و باعث افزایش رشد برگ، ساقه و سایر بخش‌های گیاه و نمونه آن می‌شود. به علاوه باعث تحریک رشد ریشه، بهبود کیفیت میوه، افزایش محتوای پروتئین و همچنین باعث جذب و استفاده مواد مغذی دیگر نظیر پتاسیم و فسفر می‌شود (۱). کمبود نیتروژن باعث کاهش رشد، کلروز (تغییر رنگ سبز به زرد) ایجاد نقطه‌های قرمز و صورتی بر روی برگ‌ها می‌شود (۳). کاربرد زیاد آن باعث ایجاد رنگ سبز تیره، اثر منفی روی رشد گیاه و تولید میوه با کمترین کیفیت و کمیت می‌شود (۴).

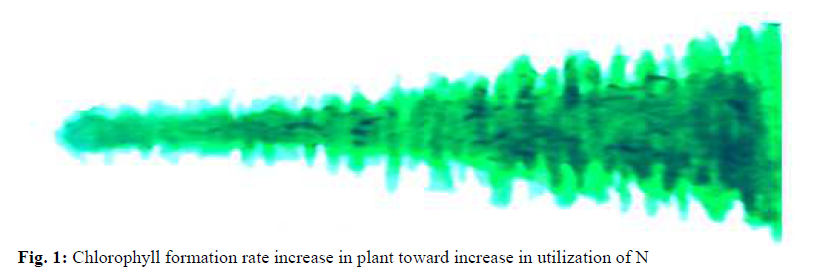
اثرات نیتروژن بر کلروفیلll

## بهره‌وری نیتروژن در گیاهان و مدیریت آن
فاکتورهای متعددی مانند سن گیاه، ویژگی‌های گیاه و وضعیت خاک و فاکتورهای اقلیمی میزان بهره‌وری نیتروژن را تحت تأثیر قرار می‌دهد. گیاه در مراحل اولیه رشد (جوانه زنی و رشد گیاهچه) که سیستم ریشه ای کامل و تعداد برگ‌های کمی دارد چگونه می‌تواند بیشترین نیتروژن مورد نیاز خود را با کاربرد برگی یا خاکی جذب نماید؟ کاربرد بالای نیتروژن در این مواقع فقط هدر دادن سرمایه می‌باشد زیرا پاسخ دلخواه را به دنبال نخواهد داشت. زمانی که سیستم ریشه ای گیاه کامل و سایز و تعداد برگ‌ها زیاد می‌شود استفاده نیتروژن افزایش پیدا می‌کند. ریشه‌های عمیق و برگ‌های بزرگ کارایی استفاده از نیتروژن را بالا می‌برد. استفاده برگی نیتروژن در این مرحله که برگ گیاه بزرگ‌تر است مفیدتر از مرحله ای است که برگ‌های کوچکتری دارد. بیشترین بازده استفاده از نیتروژن در مرحله بلوغ گیاه می‌باشد بعد از که گیاه به سمت پیری می‌رود بهتر است که مصرف آن را کاهش دهیم. کارایی مصرف به شدت وابسته به شرایط خاکی و اقلیمی است. شرایطی مانند PH خاک، بافت خاک، ساختار، آبشویی، مواد آلی، رطوبت، حضور دیگر مواد مغذی، اکسیداسیون و احیا، روش مصرف نیتروژن، تراکم خاک و غیره کارایی آن را تحت تأثیر قرار می‌دهد. PH مورد نیاز برای جذب بهتر آن حدود ۶٫۵–۷ می‌باشد. به علاوه بافت خاک (درصد شن، سیلت و رس) از لحاظ سیستمی در مدیریت نیتروژن در نظر گرفته می‌شود به گونه ای که در خاک‌هایی با بافت شنی و بافت درشت توانایی نگهداری نیتروژن پایین می‌باشد. از میان عوامل محدودکننده کارایی نیتروژن آبشویی یکی از مشکلات عمده می‌باشد. با کاربرد نیتروژن در اّب آبیاری، در آن حل می‌شود و از سطح رویی خاک به قسمت‌های پایین برده می‌شود؛ که این فراید باعث کاهش قابلیت دسترسی نیتروژن می‌شود. تراکم خاک باعث کاهش اکسیژن و بروز مشکل هوادهی می‌شود و هوا برای فرایند شکستن نیتروژن و انتشار آن در ناحیه ریشه ضروری می‌باشد.

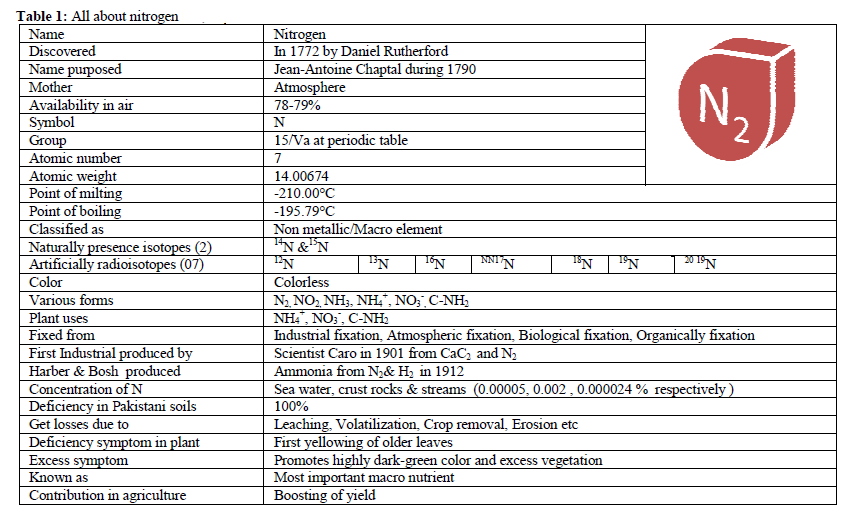
همه چیز در مورد نیتروژن

### فرایند جذب نیتروژن
سه روش مختلف برای جذب مواد مغذی توسط گیاه وجود دارد؛ که شامل جریان توده ای، انتشار و root interception می‌باشند؛ و نیتروژن عمدتاً توسط جریان توده ای جذب گیاه می‌شود؛ که قبل از آن باید در آب حل بشود که توانایی عبور از غشاء را داشته باشد. جذب مواد غذایی از طریق تبادل بین آنیون‌ها و کاتیون‌ها صورت می‌پذیرد؛ که یون هیدروژن از ریشه توسط پمپ پروتون به داخل خاک رانده می‌شود و یون نیتروژن جایگزین آن در ریشه می‌شود. به علاوه فرایند ربایش توسط ریشه (Root interception) برای جذب این عنصر صورت می‌پذیرد. گیاهان دارای دو مسیر فیزیولوژیکی برای انتقال انرژی هستند که شامل آوند آبکش و چوبی می‌باشند. با کاربرد خاکی نیتروژن؛ این عنصر از طریق آوند چوبی به برگ‌ها انتقال داده می‌شود و با کاربرد برگی آن از طریق آوند آب‌کش از برگ‌ها به ریشه‌ها منتقل می‌شود. نیترات (NO3-) و آمینواسیدها دو عنصر اصلی هستند که توسط آوند چوبی منتقل می‌شوند (۵). بافت آوند چوبی در گیاهان به نوع گیاه بستگی دارد و می‌تواند به صورت تک یا دوتایی در سلول‌های مختلف باشد. بعضی از گیاهان مانند سرخس‌ها دارای آوند چوبی Straw هستند. آن‌ها از سلول‌های بلند و باریک تشکیل می‌شوند که به عنوان تریکوئید شناخته می‌شوند. اما گیاهان دیگر مانند گیاهان گلدار دارای آوندهای بزرگ و بیشتری هستند؛ که در اندازه‌های بزرگتری هستند و بنابراین دارای سیستم انتقال آبی کاراتر و بهتری می‌باشند و کاربرد نیتروژن در آن‌ها کارا تر می‌باشد (۶٬۷). برای بهتر بکاربردن مواد مغذی بهتر است که آگاهی خوبی در مورد سیستم‌های آوندی گیاهان مختلف داشته باشیم.

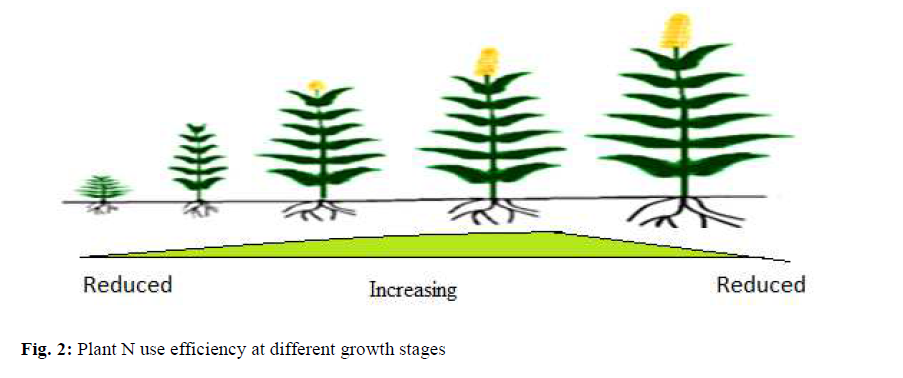
کارایی مصرف گیاه N در مراحل مختلف رشد

## منابع نیتروژن

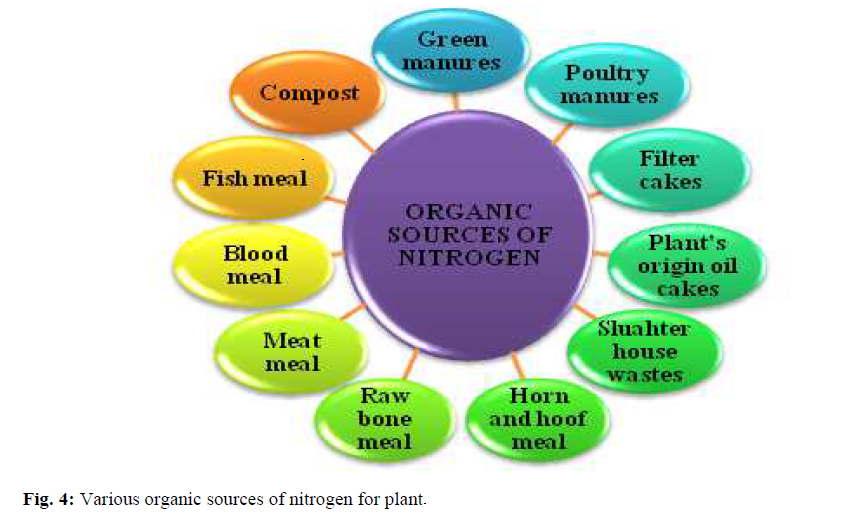
منابع آلی مختلف نیتروژن برای گیاه